# Melkkoeltank
Een melkkoeltank is een liggend of staand roestvaststalen vat waarin op een melkveehouderij de melk van een aantal melkmalen verzameld en gekoeld wordt tot ongeveer 3,5 graden Celsius, totdat het door een Rijdende Melk Ontvangst (RMO) wordt opgehaald, meestal één keer in de twee of drie dagen, om naar de zuivelfabriek te worden vervoerd. Koemelk mag maximaal 72 uur op de boerderij worden opgeslagen, voor geitenmelk is dit maximaal 96 uur. Melkkoeltanks hebben een inhoud van 400 tot 40.000 liter.

## Modellen
Er bestaan verschillende modellen melkkoeltanks. Aanvankelijk werden meestal staande of liggende open modellen gebruikt, met de hand te reinigen. Met de intrede van de automatische reiniging kwam het gesloten model op de markt, als staand of liggend model. Deze tanks zijn niet helemaal gesloten, voor onderhoud en inspectie zit er een mangat in. Om het exploderen of imploderen van de tank te voorkomen, dient het gesloten model voorzien te zijn van een of meer ontluchters. Het gesloten model werd aanvankelijk geleverd met een separate automatische reiniging, later alleen nog met geïntegreerde automatische reiniging. Een recente ontwikkeling is de silotank. Een silotank is een gesloten staande tank, die buiten mag staan. De uitloop, ontluchting en besturing van een silotank dienen wel binnenshuis te zijn aangebracht.

## Soorten koeling
Er zijn twee soorten koeling: tanks met een directe verdamper, en ijsbanktanks (indirecte koeling).

### Tank met directe verdamper
Een tank met directe verdamper bestaat uit een binnen- en buitentank met daartussen isolatie. Deze isolatie houdt de melk op 3,5 graden Celsius wanneer het koelen is gestopt. Aan de onderkant van de tank liggen tussen de binnen- en buitentank de verdamper(s). In deze verdamper gaat het vloeibare koudemiddel om vervolgens door middel van de warmte van de melk te verdampen tot gas. Het spreekt voor zich dat de verdampingsoppervlakte groot moet zijn voor een goed koeleffect. Vandaar dat in de meeste gevallen gekozen wordt voor een ovaal model tank, zodat de grote verdamper ook sneller bezet zal zijn. Bekende producenten van tanks met directe verdamper zijn Mueller, DeLaval, Packo, DRU en Zero/IK.

### IJsbanktank
Een ijsbanktank is ontwikkeld om door middel van nachtstroom een bak met water te koelen tot ijswater. Dit ijswater wordt tijdens het melken langs de wand van de binnentank gesproeid om zo de melk te koelen. Een ijsbanktank is te herkennen aan zijn vierkante buitentank. Door het huidige prijsverschil in dag- en nachtstroom en door de komst van het robotmelken is dit principe enigszins achterhaald. Een bekende producent van ijsbanktanks is Packo.

### Koelmachine
In beide gevallen zorgt een koelmachine voor de koeling. Een koelmachine kan aan de tank gemonteerd zijn of vrijstaan. De koelmachine bestaat uit een compressor die het koudemiddel rondpompt en op de juiste druk houdt, een vloeistofvat en een condensor die het gasvormige koudemiddel weer laat condenseren.

### Energiebesparing
Aan deze koelmachine kan ook warmteterugwinningsapparatuur gekoppeld worden. Deze gebruikt de warmte gewonnen uit de melk om water te verwarmen. Dit water kan dan gebruikt worden voor boilers om de tank of de melkleiding mee te reinigen. In de melkleiding kan ook een voorkoeler gemonteerd worden. Hier stroomt de melk door voordat het in de tank komt door een platen- of buizenkoeler. In deze koelers stroomt koud water tegen de stroom en wordt door de melk opgewarmd. Dit water wordt meestal gebruikt voor de drinkbakken van de koeien.

## Roerwerk
Iedere melkkoeltank dient voorzien te zijn van een roerwerk. Dit roerwerk heeft verschillende functies. Op de eerste plaats dient de melk geroerd te worden tijdens het koelen om ijsvorming tegen de wand te voorkomen. Aangevroren melk vermindert de koelcapaciteit en de kwaliteit van de melk. Na het koelen wordt de melk ieder half uur twee minuten geroerd om een homogene samenstelling te behouden. Het roerwerk dient ook door de RMO-chauffeur te worden ingeschakeld voordat hij een monster neemt. Ook bij het temperaturen van de melk dient de melk geroerd te worden. Bij een roerwerkstoring kan het temperatuurverschil onder en boven in de tank wel oplopen tot 20 graden. Het roerwerk kan ook zijn uitgerust met sproeiers voor het automatische reinigingssysteem.

## Reinigen
De tank dient na het leeghalen goed gereinigd te worden en de achtergebleven melkresten goed verwijderd. Vroeger werden melktanks met de hand gereinigd. Tegenwoordig hebben alle nieuwe tanks een automatisch reinigingssysteem. Er zijn twee verschillende soorten reinigingssystemen.

### Circulatiereiniging
De tank wordt in drie stappen gereinigd. Bij stap 1 wordt de tank gedeeltelijk gevuld met lauw tot heet water. Dit water wordt een tijd rondgepompt en vervolgens gedraind. Stap 2 is het hoofdreinigen. Dit gebeurt met heet water en waterstofperoxide met zilveroplossing, Intra Hydrocare, reinigingsmiddel of zuur. Stap 3 is het naspoelen met koud water. Dit dient om de resten van het reinigingsmiddel uit de tank te krijgen. Circulatiereinigingsapparatuur kan vast aan de tank gemonteerd zitten of een afzonderlijke pomp zijn die na het leeghalen aan de uitloop moet worden gemonteerd. Waterventielen, programmatimer en reinigingsmiddelbeker zitten dan aan een wandkast gemonteerd. Meestal wordt met een aparte reiniging ook de melkleiding schoongemaakt.

### Verdringerreiniging
De reiniging verloopt ook hier in stappen. Stap 1 is het voorspoelen. Met lauw of heet water wordt een waterreservoir gevuld. Het water wordt eenmaal in de tank gespoten en wordt daarna direct, met de meeste melkresten, uit de tank gelaten. (Het wordt dus niet gecirculeerd maar verdrongen.) Deze stap wordt enkele keren herhaald. Nu het grofste vuil uit de tank is, wordt er begonnen met stap 2: de hoofdreiniging. Dit gebeurt met heet water en een reinigingsmiddel of zuur. Dit kan middels een beker of doseerpompjes aan het water worden toegevoegd. Dit mengsel wordt meermaals door de tank gecirculeerd door middel van een sproeilans, sproeibollen, sproeischotels of sproeiers in het roerwerk. Voor een goede werking van het reinigingsmiddel dient het water heet te zijn. De eindtemperatuur is dus een indicatie of de tank goed is gereinigd. Als deze boven de 40 graden Celsius is, heeft het reinigingsmiddel goed kunnen werken en zal de tank schoon zijn. Na de hoofdreiniging volgt stap 3 en wordt de tank nog een- of tweemaal nagespoeld om reinigingsmiddelresten uit de tank te verwijderen. Het verdringerreinigingssysteem werkt sneller en is daarom geschikter voor robotmelken om de stilstand van de robot beperkt te houden.

### Desinfectie
In sommige landen is het verplicht de melktank na het reinigen te desinfecteren. De reiniging bestaat dan uit vijf stappen.

## Bewakingsapparatuur
Iedere melkkoeltank dient voorzien te zijn van bewakingsapparatuur. Deze zogenaamde melkwacht is een kastje dat door middel van een externe sensor (tegen de wand van de binnentank) of een staafsensor (een staaf die in de melk hangt) alle functies van de melkkoeltank controleert, zoals de melktemperatuur, roerfrequentie en de reinigingstemperatuur. Deze melkwacht kan door middel van een sirene of sms de veehouder alarmeren, die vervolgens zelf actie onderneemt. De modernste melkwachten kunnen door een servicemonteur uitgelezen worden met een laptop. Op deze manier kan een storing gemakkelijker opgespoord worden. Bij de modernste melkkoeltanks zit de melkwacht geïntegreerd in de besturing van de tank.

## Keuring
Net als auto's dient een melkkoeltank minimaal eenmaal per jaar gekeurd te worden door een STEK- en KOM-gecertificeerde servicemonteur. Tijdens deze keuring wordt gekeken naar de werking van alle functies en naar de reinheid van de koeltank. De verzamelde gegevens worden verwerkt op een Meet- en Adviesrapport voor melkkoeltanks, kortweg het MAR-rapport. De keuring wordt meestal gecombineerd met (preventief) onderhoud.